# Las Cabañas (Valle de Valdebezana)
Las Cabañas es un núcleo de población español, perteneciente a Castilla y León, en la provincia de Burgos. Se encuentra en la comarca de Las Merindades, concretamente en el territorio del Valle de Valdebezana que se conoce como Villa de Virtus.
Es el último poblado que se ve en el itinerario de la carretera N-232 y se encuentra en el punto kilométrico 569; pero también hay un camino pavimentado que permite llegar directamente desde la N-623: Cerca del punto kilométrico 88,2.
Todo ello se puede describir como una decena de viviendas en torno a la parroquia del Sagrado Corazón. Su economía se basa en el sector primario, dominando el asentamiento una nave de ganado vacuno que pasta en semilibertad.

## Toponimia
El topónimo, tan frecuente en España, hace referencia a una serie de construcciones de propósito ganadero, con todo lo que ello involucra: Vivienda y cuadra son el mismo espacio.

## Demografía
Por la categoría de núcleo de la localidad de Virtus, cae fuera del ámbito de los estudios demográficos: Cuéntese con cerca de 10 habitantes.

## Parroquia
Se menciona en el catálogo urbanístico como:
Pequeña edificación de una sola nave, planta rectangular y muros de sillería. El acceso y los escasos huecos son adintelados. A los pies de la nave se levanta la sencilla espadaña, con un hueco para el campanario.

## Fiestas locales
El segundo domingo de septiembre se celebra la festividad de la Natividad de Nuestra Señora.